# Canadair
Canadair fue un fabricante de aeronaves civiles y militares ubicado en Canadá. Fue la filial de otros fabricantes y además una corporación nacional hasta su privatización en 1986, donde pasó a ser la base de Bombardier Aerospace.
Los orígenes de Canadair empiezan con la fundación de un centro de fabricación de la compañía Canadian Vickers  en Saint-Laurent, un barrio de Montreal, en el aeropuerto Cartierville. De hecho, la primera planta de Canadair todavía se encuentra allí, aunque el aeropuerto ya no exista más.

## Historia

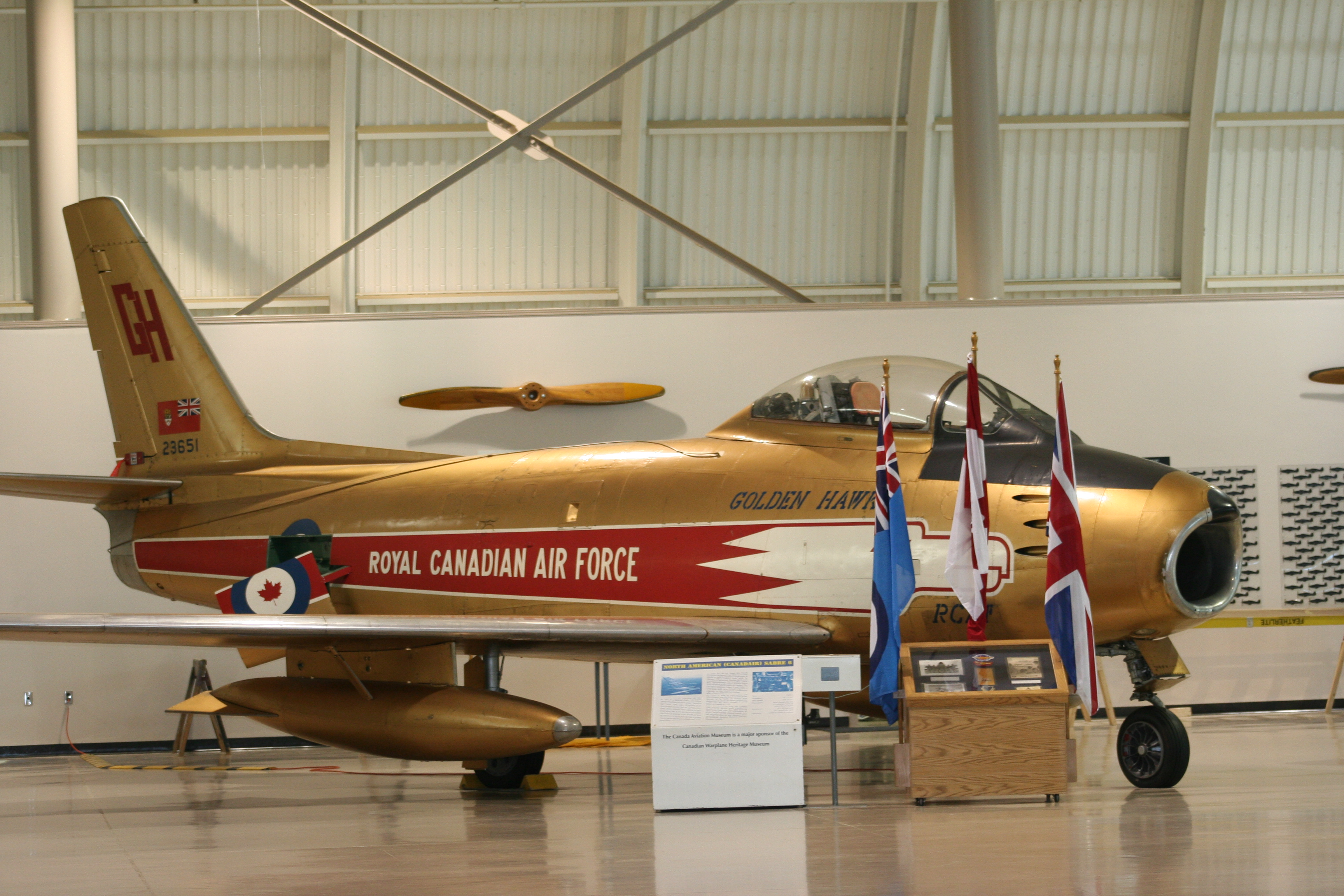
Canadair Sabre

Consumiendo todas las operaciones de Canadian Vickers Ltd., El 11 de noviembre de 1944 se crea Canadair, como una entidad separada del gobierno de Canadá como un fabricante de los hidroaviones de patrulla PBY Catalina para la Real Fuerza Aérea Canadiense. Además de este contrato, había un contrato de desarrollo para producir una nueva variante del Douglas DC-4. El nuevo Canadair DC-4M alimentado por motores Rolls Royce Merlin salió a la luz en 1946 como el "NorthStar".
En la época de la postguerra, Canadair compró el desarrollo que se estaba haciendo en ese momento del Douglas DC-3/C-47 series. En 1946, the Electric Boat Company compró una participación en el control de Canadair. Posteriormente, en 1952, las dos compañías se fusionaron para formar General Dynamics (GD). En 1954, GD adquiere a Convair y reestructura a Canadair como su filial canadiense.

### Nacionalización y privatización
En 1976, El gobierno de Canadá adquirió a Canadair de General Dynamics. Se mantiene como una empresa pública federal hasta que en 1986, por sus grandes pérdidas económicas, el gobierno de Mulroney lo vende a Bombardier Inc., Canadair se convirtió en la base de Bombardier Aerospace.
Siendo parte de Bombardier, Canadair estaba en la época de los aviones de negocios y aviones regionales conocidos como "Serie RJ"o CRJ's. Posteriormente la marca empieza a usarse con menos frecuencia, hasta que todos los nuevos proyectos de los aviones de Bombardier son conocidos simplemente como Bombardier Aerospace.

## Legado
Canadair tiene un récord en hacer primicias en la aviación. El CL-44D, basado en el Bristol Britannia, fue el primer diseño que permitió el acceso al oscilar el fuselaje trasero. El CL-89 y el CL-289 fueron los primeros aviones no tripulados que estuvieron en servicio en fuerzas armadas de varios países. El CL-84  fue el primer avión VTOL (de aterrizaje y despegue vertical) que giraba las alas para conseguir un despegue vertical. El CL-215 fue el primer avión anfibio contra incendios.
Canadair tenía diversidad en otros proyectos. La división "Canarch" estaba involucrada en diseño de fachadas ligeras para numerosos edificios. También producían las cabinas para las torres de control operadas por la Administración Federal de Aviación en los Estados Unidos. Se diseñaron también Tractores Oruga y aerodeslizadores, pero solamente unos pocos fueron construidos.

## Productos
| Aeronave | Descripción                                     | Asientos                                                                                         | Fecha de lanzamiento | Primer vuelo | Primera entrega | Finalización de producción |
| --- | ----------------------------------------------- | ------------------------------------------------------------------------------------------------ | -------------------- | ------------ | --------------- | -------------------------- |
| C-4 North Star/Argonaut/C-5 Licencia de conversión del Douglas DC-4                                                              | Transporte/Aerolínea                            | Tripulación: dos/tres, 52 pasajeros                                                              |                      | 1946         | 1948            |                            |
| Canadair Sabre (CL-13) license built North American F-86 Sabre                                                                   | Caza                                            | Tripulación: uno                                                                                 | 1950                 | 1969         |                 |                            |
| Canadair T-33 Shooting Star (CL-30) licencia de construcción de Lockheed T-33 Shooting Star                                      | Entrenamiento/ ECM/ Comunicación                | Tripulación: dos                                                                                 |                      | 1952         | 1952            |                            |
| CL-66 / Cosmopolitan modified Convair CV-540                                                                                     | Transporte                                      | Tripulación: dos, 52 pasajeros                                                                   |                      | 1959         |                 |                            |
| Canadair CF-104 Starfighter / Starfighter (CL-90) licencia de construcción de Lockheed F-104 Starfighter                         | Interceptor, cazabombardero, entrenamiento      | Tripulación: Uno/dos                                                                             |                      | 1961         | 1962            |                            |
| CL-89 and CL-289 | Aviones no tripulados de vigilancia             | ninguno                                                                                          |                      | 1964         | 1969            |                            |
| Canadair CL-215 | Avión anfibio contraincendios                   | Tripulación: dos                                                                                 |                      | 1967         | 1969            |                            |
| Canadair CF-5, CF-116 Freedom Fighter, Northrop F-5 Freedom Fighter construido bajo licencia. Designación de la compañía CL-219. | cazabombardero                                  | Tripulación: uno/dos                                                                             |                      | 1968         |                 |                            |
| CL-415 | Contraincencidos                                | Tripulación: dos                                                                                 |                      | 1993         | 1994            |                            |
| Challenger | Avión de negocios                               | Tripulación: dos, 8 a 19 pasajeros                                                               |                      | 1980         | 1986            |                            |
| CRJ-100, -200, -700, -900, and -1000 series                                                                                      | Jet de transporte                               | Tripulación: dos (más encargados de vuelo),50-90 pasajeros                                       | 1980s                | 1990s        |                 |                            |
| Bombardier BRJX | Jet de transporte                               | Tripulación: dos (más encargados de vuelo)80-120 pasajeros                                       |                      |              |                 |                            |
| CL-227/Sentinel | Avión no tripulado                              | ninguno                                                                                          |                      | 1980         |                 |                            |
| CL-28 Argus | Reconocimiento marino                           | Tripulación: hasta cinco (vuelos normales también incluyen una tripulación de reserva de cuatro) |                      | 1957         | 1980            |                            |
| CL-41 Tutor | Entrenamiento                                   | Dos                                                                                              |                      | 1960         |                 |                            |
| CL-84 / Dynavert | Avión de despegue y aterrizaje vertical y corto | Tripulación: dos (se pueden cargar hasta 15 tropas de combate)                                   | 1960                 | 1965         |                 | finales de los 60s         |
| CL-44/CC-106 Yukon | Transporte                                      | Tripulación: nueve, 134 pasajeros                                                                | 1959                 |              |                 |                            |